# Arméns underhållsskola
Arméns underhållsskola (US) var en truppslagsskola för trängtrupperna inom svenska armén som verkade i olika former åren 1957–1991. Förbandsledningen var förlagd i Skövde garnison i Skövde.

## Historik
Skolförbandet organiserades ett antal gånger på försök innan dess organisation fastställdes den 1 oktober 1957 och samlokaliserade med Göta trängkår (T 2). Den 1 april 1963 uppgick Trängofficersskolan (TOS) och den 1 juli 1984 uppgick Trängtruppernas officershögskola (TrängOHS) i Arméns underhållsskola.
Inför försvarsutredning 1988 föreslog försvarskommittén att Arméns motorskola (MotorS) i Strängnäs garnison skulle samlokaliseras med Arméns tekniska skola i Östersund, dock ändrades det istället till att lokalisera skolan till trängtruppernas truppslagscenter i Skövde garnison. Vidare föreslogs att truppslagsinspektörerna med truppslagsavdelningar vid arméstaben skulle sammanslås med arméns strids- och skjutskolor samt övriga truppslagsskolor, vilka bildade så kallade truppslagscentrum. Denna omstrukturering resulterade i att arméns skolor avvecklades som självständiga enheter och att och de nyuppsatta truppslagscentren från den 1 juli 1991 övertog ansvaret över utbildningen vid skolorna. Arméns underhållsskola kom därmed att uppgå i det nybildade Arméns underhållscentrum (UhC). I Skövde sammanfördes skolan med Arméns motorskola (MotorS) och bildade Arméns underhålls- och motorskola (US/MotorS).

## Förläggningar och övningsplatser
I samband med den försöksorganisation som gjordes 1939 samt 1943, var skolan 1939 förlagd till 2 våningen i trängkasernen på nuvarande Högskolevägen i Skövde och 1943 i marketenteribyggnaden vid Högskolevägen. År 1945 verkade skolan återigen på försök, då i garnisonssjukhuset vid Högskolevägen. När skolan sedan fick en fast organisation, förlades den till underofficersbyggnaden vid Högskolevägen. År 1979 övertog skolan den före detta försvarsområdesstabsbyggnaden vid Munkvägen 1 i Skövde. År 1983 flyttade skolan tillsammans till Heden, där de tillsammans med Göta trängregemente, övertog det kasernområde som Livregementets husarer lämnade. På Heden uppfördes 1983 en ny skolbyggnad till Arméns underhållsskola och 1988 uppfördes en ny stabsövningshall i den byggnad som tidigare varit matsal för Skaraborgs regemente. I samband med att skolan blev en del av Arméns underhålls- och motorskola, kvarstod den i sina lokaler i Skövde.

## Heraldik och traditioner
I samband med att Arméns kompaniofficersskola (AKS) i Uppsala avvecklades 1983, gjorde chefen för Arméns underhållsskola en framställning med att få överta ett traditionsföremål från Arméns kompaniofficersskola. Nämligen ett stationsklocka, som några elever ur trängtrupperna skruvat ned och satte upp i sin lektionssal. Klockan som hade tillhört Vännäs station, hade skruvats ned på grund av missnöje över kommunikationerna i Övre Norrland.

## Förbandschefer
- 1939–1940: Knut Hagberg
- 1940–1943: ???
- 1943–1944: Curt Virgin
- 1944–1946: Bror Sandberg
- 1946–1949: Birger Hasselrot (Chef försöksorganisation)
- 1950–1953: Folke Nordström
- 1953–1956: Gösta Schyllander
- 1956–1960: Erik Svallingson
- 1960–1961: KGE Lundahl
- 1961–1963: Gunnar Nyby
- 1963–1971: Harald Folke
- 1971–1975: Olle Jakobsson
- 1975–1977: Rune Morell
- 1977–1978: Claës Tamm
- 1978–1980: ???
- 1980–1981: Göte Bergerbrant
- 1981–1984: Björn Eklund
- 1984–1987: Tord Björkman
- 1987–1991: Nils Smith

## Namn, beteckning och förläggningsort
| Arméns underhållsskola | 1957-10-01 | – | 1991-06-30 |

| US | 1957-10-01 | – | 1991-06-30 |

| Skövde garnison (F) | 1957-10-01 | – | 1991-06-30 |

## Galleri

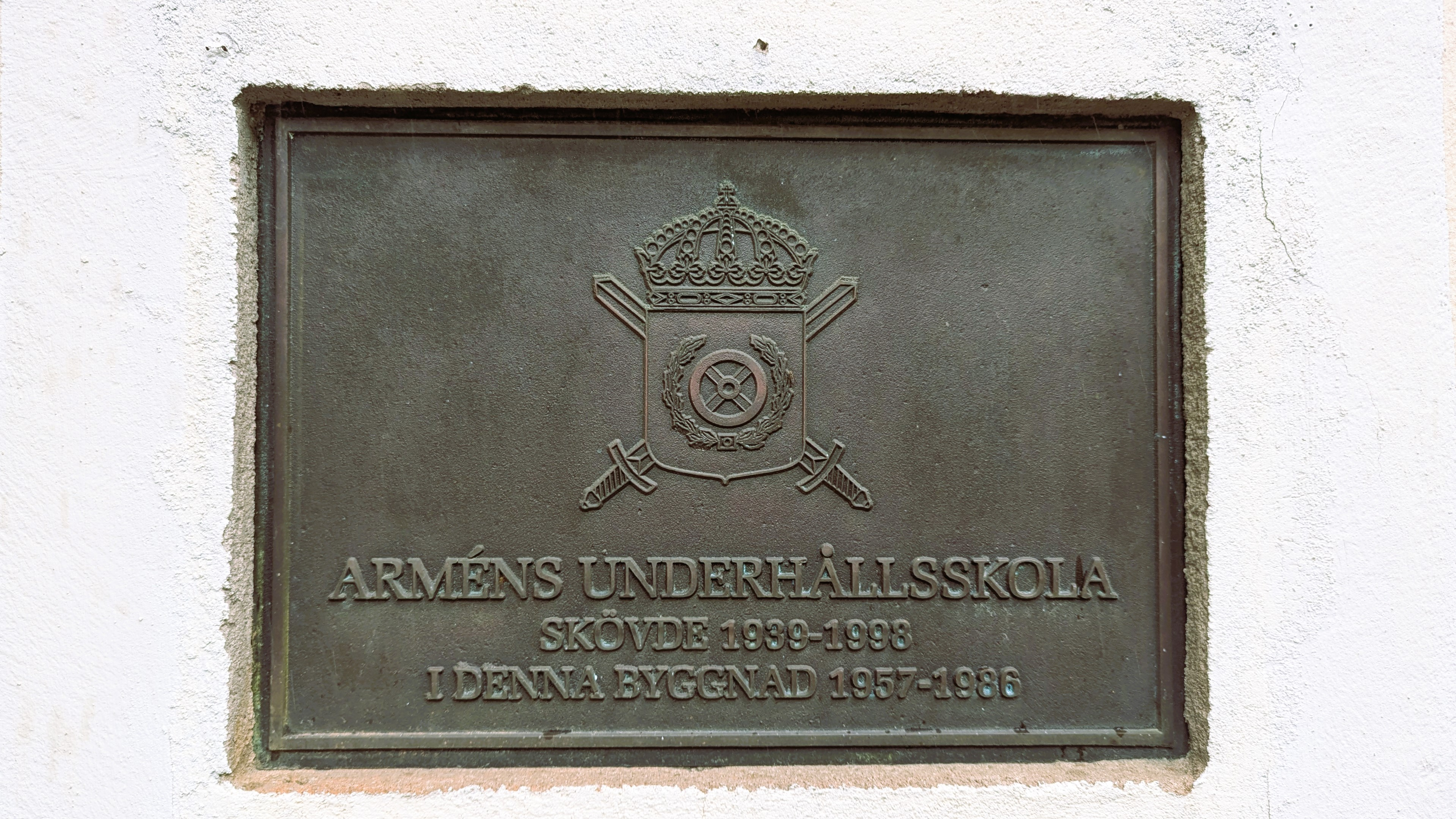
Minnesplatta över Arméns underhållsskola
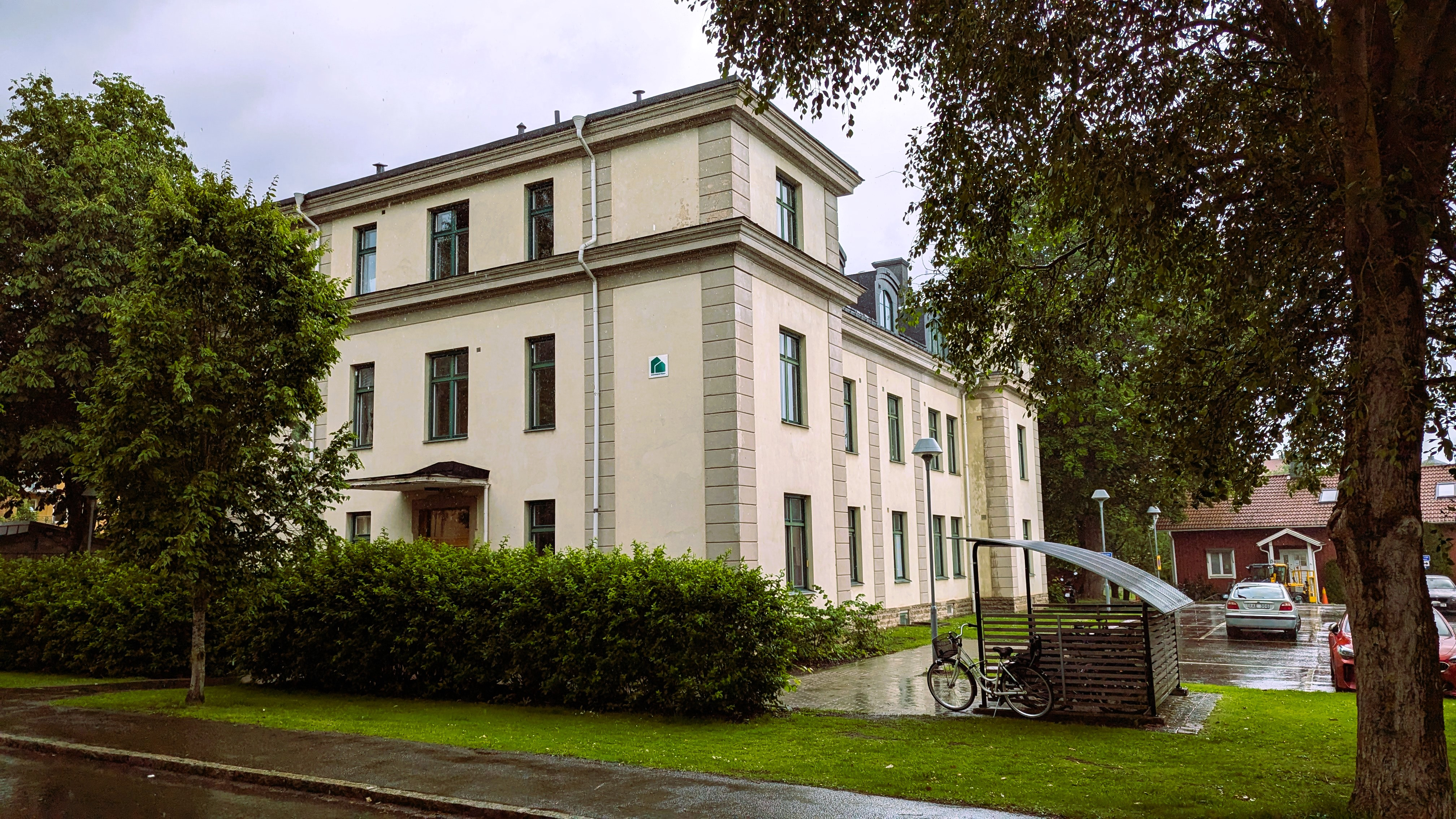
Skol- och kanslihus för Arméns underhållsskola
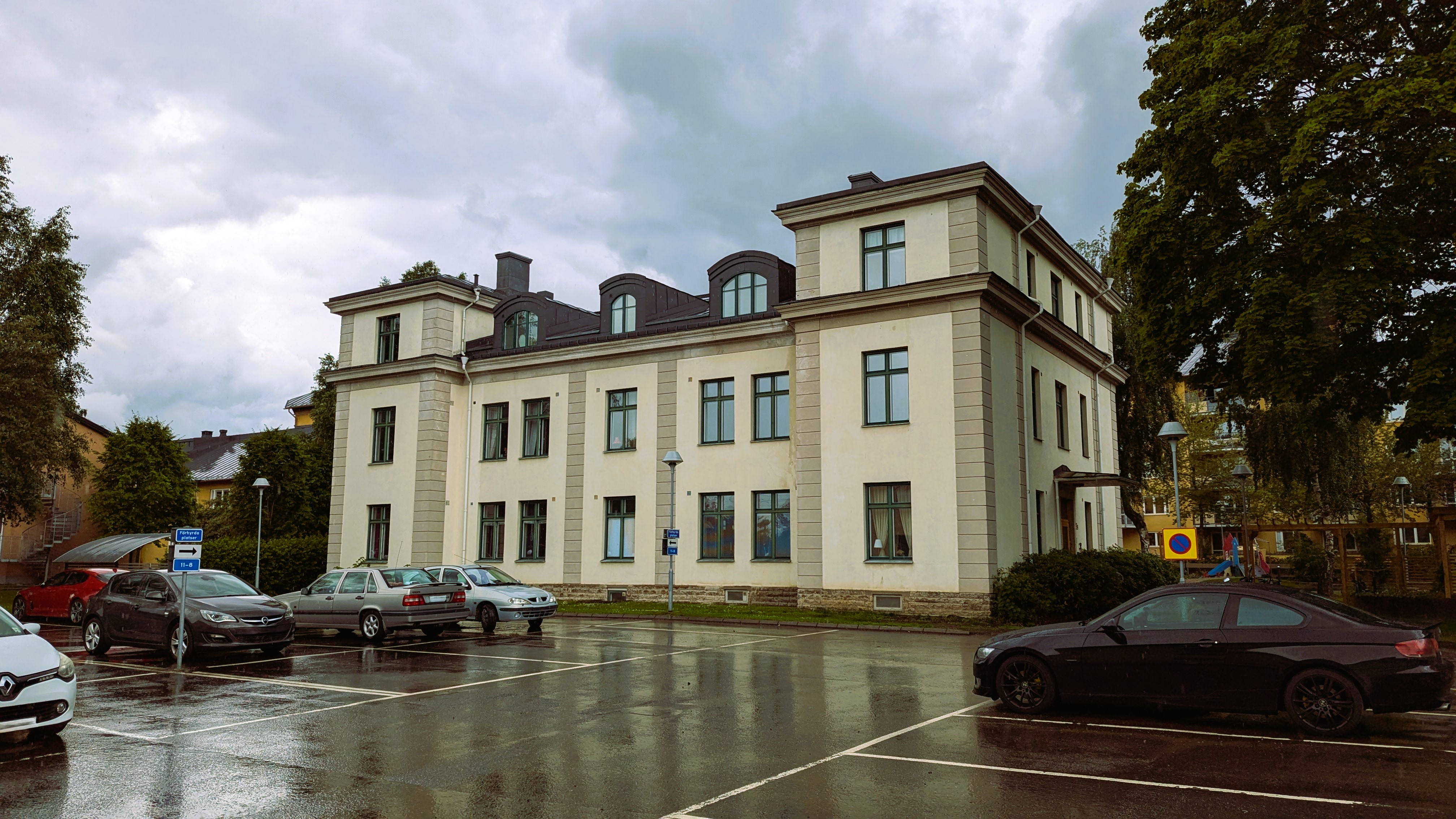
Skol- och kanslihus för Arméns underhållsskola